# Adon de Jouarre
Pour les articles homonymes, voir Adon (homonymie).
Adon, ou Ado, né vers 600, mort en 670 à Jouarre, est le fondateur du monastère de Jouarre. Il est « saint » ou « vénérable », selon les sources.
Il ne doit pas être confondu avec saint Adon de Vienne, qui vécut deux siècles plus tard.

## Biographie
Il est d’une famille noble, alliée à celle de sainte Fare, la fondatrice du monastère de Faremoutiers. Adon est le fils aîné de saint Authaire et de la première épouse de celui-ci, Aiga, riche propriétaire. Authaire, grand fonctionnaire à la cour de Clotaire II, fonde des monastères sur ses terres, autour de la demeure familiale, la Villa Vulciacum, qui donnera naissance à Ussy-sur-Marne.
Les frères d’Adon sont Dadon et Radon : Dadon, qui fondera le monastère de Rebais, prendra le nom d’Ouen lorsqu’il deviendra évêque de Rouen ; et Radon fondera le monastère de Reuil-en-Brie. Les deux aînés, Adon et Dadon, encore enfants, auraient rencontré saint Colomban, qui aurait séjourné chez eux durant l’hiver 610-611 — rencontre qui les aurait beaucoup marqués. À l’école du palais royal, les trois frères acquièrent une grande culture. 
Adon est quelque temps référendaire à la cour, puis mène une vie de solitaire, suivant la règle de Colomban. Il fonde un ermitage à Jouarre, sur ses propres terres, au lieu-dit Saltus jotrum, vaste plateau dominant la vallée de la Marne et celle du Petit Morin. En 625, il invite des moines de Luxeuil à le rejoindre. Parmi eux, ses neveux : Ebrégisile, futur évêque de Meaux ; et Agilbert, futur évêque de Paris. Jouarre, richement doté par Adon lui-même, est donc tout d’abord un monastère d’hommes. Quelques années plus tard, il devient monastère double, sous la direction d’une abbesse, sainte Théodechilde (ou Telchilde), nièce ou tout au moins parente d’Adon. La belle-mère d’Adon, sainte Mode, sa sœur sainte Balde, sa nièce sainte Aguilberte rejoignent la communauté de femmes.
Adon meurt à Jouarre en 670. Il est enterré dans la crypte Saint-Paul, près du monastère. Son sarcophage est découvert en 1978.